# 放線菌目
放線菌目（ほうせんきんもく、Actinomycetales）とは放線菌門における目である。放線菌目の構成微生物を放線菌類（ほうせんきんるい、英語: Actinomycete）と呼ぶことがある。

## 分類の困難性
放線菌類は非常に多様で、他の目と比べて非常に多くの小分類（科、属、種）を内包する。明確な分類上の位置が決定されていない株も属として含んでおり、これらの属は極めて高度なニッチ依存の表現型を有するために正確な分類が困難である。例えば、ノカルディア属は生育環境により異なる表現型を示すが、それが知られる以前はこれらの表現型はすべて異なる種であると信じられていた。
放線菌類は全てグラム陽性であるが、マイコバクテリウム属などの幾つかの属と種ではグラム染色試験で判定することが難しい。これらの種では複雑な構造の細胞壁を有し、これがグラム染色されにくい。

## 抗生物質の産生性
放線菌目の多くの種は特定の条件または培地で抗生物質を産生する。ストレプトマイシン、アクチノマイシン、およびストレプトスリシンは放線菌類により産生される、医療上重要な抗生物質である。現在使用されている二・三世代抗生物質は放線菌類から生産される。